# انهيار الريشة الراجعة (مروحية)
انهيار الريشة الراجعة هي حالة من حالات طيران المروحية الخطرة -أو أي من الطائرات ذات الأجنحة الدوارة (Rotary Wing A/C) حيث تكون ريشة الدوار تدور بالإتجاه المعاكس لطيران المروحية. وحيث يكون الانهيار خلال انخفاض بالسرعة الجوية و/أو زاوية المواجهة. فعامل انهيار الريشة الراجعة هو من العوامل الأساسية التي تحدد سرعة المروحية، حتى أسرع المروحيات فلن تتمكن من الطيران بسرعة أكثر 200 عقدة.

## الريشة المتقدمة مقابل الراجعة
الريشة المتحركة بنفس اتجاه طيران المروحية تسمى الريشة المتقدمة أما الريشة المتحركة بالاتجاه المعاكس (أو متجهة للخلف) فتسمى الريشة الراجعة.
عملية موازنة الرفع داخل الطبق الدوار هي عملية ضرورية لثبات المروحية. فكمية الرفع الناشئة بواسطة الأسطح الانسيابية تتناسب طرديا مع السرعة الجوية. ففي حالة التحويم (السرعة تكون صفر) تكون كلا من الريشتين متساويتين بالسرعة الجوية وبالتالي متساويتين بالرفع. ولكن عندما تتحرك الطائرة للأمام تكون الريشة المتقدمة أعلى سرعة من المتقهقرة وبالتالي فإن الرفع غير متساوي داخل الطبق الدوار.

## التعويض
تصميم المروحية يتعادل من خلال مزج درجة معينة من التأرجح في الشفرات بدلا من جعلها صلبة. فشفرات الدوار صممت ليكون بها درجة من الرخاوة. ولذلك فالشفرات تتأرجح للأعلى خلال تقدمها، منشأة درجة بسيطة من زاوية المواجهة والرفع. وعند عودة الريشة فإن الريشة تتأرجح للأسفل فتزيد من زاوية المواجهة وتنتج كمية رفع أكثر.
وتستخدم يدة التدوير (cyclic stick) لزيادة انحدار الريشة المتراجعة. هذا الفارق في التأرجح يساعد بتوليد كمية رفع أكثر بالجانب المتراجع للريشة. وليوازن تأثير السرعة الجوية المتباطئة عند الريش المتراجعة.

## الفشل
ليس بوسع تلك الممازجة فعل الكثير للطائرة، وكما أنها فقط صالحة للطائرة ذات الجناح الدوار لجعلها تمضي بسرعة، ولايمكن للريشة الراجعة المضي بسرعة كافية بالنسبة للهواء لتوفير الرفع. وتلك الظاهرة تسمى انهيار الريشة الراجعة.
لكل سطح انسياب هوائي (airfoil) له سرعة انهيار، وتعرف بأنه السرعة الأدنى التي تمكن السطح الانسياب الهوائي من الحركة خلال الهواء ليتمكن من توليد كمية رفع. فأقل من تلك السرعة سيجعل فوق السطح الانسيابي كمية من الهواء المضطرب قليل السرعة بدلا من الهواء المنزلق عالي السرعة يمر فوق السطح الانسيابي، مما يعطل تأثير بيرنولي الذي ينتج الرفع. فعندما تكون سرعة الطائرة ذات الجناح الثابت أقل من سرعة الانهيار، فإن الطائرة بأكملها تفقد الرفع وتدخل بحالة تسمى الانهيار. ويمكن استعادة حالة الطائرة من وضع الانهيار حسب قدرة الطيار.
ولكن بحالة المروحية، أو حالة انهيار الريشة الراجعة، فإن جزءا من السطح الانسيابي سيعاني من وضع الانهيار. بحيث أن الريشة المتقدمة ستكمل بإنتاج الرفع، ولكن الريشة الراجعة تكون دخلت في حالة الانهيار.

## كفاءة الطيران خلال انهيار الريشة الراجعة
عند وصول الطائرة لسرعة تعتبر مرحلة انهيار الريشة الراجعة، فإن الطائرة ستهتز وترتفع مقدمتها للأعلى. وهذا ناتج كمحاولة تصحيحية من الوضع الذي وصلت إليه الطائرة من هبوط للسرعة، ولكن ان استمرت الطائرة على سرعتها فإنها ستدور باتجاه الريش الراجعة.
للتخلص من تلك الظاهرة هي خفض زاوية المواجهة والسماح للريش المتراجعة بالتخلص من وضع الانهيار، ويكون ذلك بإنزال المجمع.
فلا دخل للسرعة بحالة الانهيار، ولكن بقوة الانحدار (pitch) لجهة الراجع من الريش. فعندما تقود المروحية بسرعة وفجأة قللت من المجمع فيكون لديك وضع تجعل الريش الراجع بحالة عدم الانهيار. ولكن ستبدا بتقليل السرعة والهبوط عن المستوى الحالي.

## مسببات تلك الظاهرة
تحصل ظاهرة انهيار الريشة الراجعة عند حدوث أي من العوامل التالية:
- وزن أقصى مرتفع.
- سرعة جوية مرتفعة.
- قلة بعدد دورات الريش بالدقيقة (RPM) للدوار.
- ازدياد الكثافة مع الارتفاع.
- وجود اضطرابات جوية محيطة بالطائرة.